# Chelicerca guerreroa
Chelicerca guerreroa är en insektsart som beskrevs av Ross 2003. Chelicerca guerreroa ingår i släktet Chelicerca och familjen Anisembiidae. Inga underarter finns listade i Catalogue of Life.